# Сокулкі (Олецький повіт)
Сокулкі (пол. Sokółki, нім. Sokolken) — село в Польщі, у гміні Ковале-Олецьке Олецького повіту Вармінсько-Мазурського воєводства.
Населення — 210 осіб (2011).
У 1975-1998 роках село належало до Сувальського воєводства.

## Демографія
Демографічна структура станом на 31 березня 2011 року:
|          | Загалом | Допрацездатний вік | Працездатний вік | Постпрацездатний вік |
| -------- | ------- | ------------------ | ---------------- | -------------------- |
| Чоловіки | 114     | 28                 | 73               | 13                   |
| Жінки    | 96      | 25                 | 50               | 21                   |
| Разом    | 210     | 53                 | 123              | 34                   |